# Sawles Warde
Sawles Warde (‘refugio de las almas’) es una homilía alegórica en inglés medio temprano, de principios del siglo XIII, incluida en el denominado «Grupo Katherine», junto a Hali Meiðhad y tres hagiografías de mártires. Está escrita en prosa aliterada. Se trata en realidad de una traducción libre de los capítulos 13 al 15 del libro IV del tratado en latín titulado De anima, de Hugo de San Víctor. El texto original latino se altera en el proceso de traducción para adaptarlo como propaganda para un público fundamentalmente femenino, animando a las jóvenes a tomar el camino de la virginidad y apoyando a las que ya hubieran entrado en vida contemplativa: como el resto del «Grupo Katherine», está dirigido a las anacoretas o religiosas de clausura.
Sawles Warde describe el cuerpo como un refugio o fortaleza para el alma inmortal, permanentemente bajo el ataque de los vicios. El intelecto (Wit) es el señor de la fortaleza que, además de contra los enemigos exteriores, debe luchar contra la fragilidad de su esposa, la voluntad (Will), y la rebeldía de sus propios sirvientes, los cinco sentidos. Cuenta con la ayuda de sus cuatro hijas, las virtudes cardinales (prudencia, justicia, templanza y fortaleza), pero la salvación del alma refugiada en la fortaleza depende finalmente de dos heraldos: el miedo al infierno (Fear) y el deseo del paraíso (Love of Life).
Se conservan tres copias medievales del tratado: una en la Biblioteca Bodleiana, incluida en el manuscrito «Bodley MS 34», que contiene el «Grupo Katherine» completo, otra en «Royal 17 A XXVII», en el que falta Hali Meiðhad y otra en la Biblioteca Británica, en el «Cotton Titus D xviii», junto a Hali Meiðhad y Seinte Katherine.